# Електропријенос Босне и Херцеговине
Електропријенос Босне и Херцеговине је босанскохерцеговачка компанија са седиштем у Бања Луци која се бави преносом електричне енергије у Босни и Херцеговини.

## Историја
До почетка рата у Босни и Херцеговини, компанија одговорна за пренос електричне енергије била је Електропријенос Босне и Херцеговине, са седиштем у Сарајеву. Након тога, реорганизацијом организације „Електропривреда“ пренос електричне енергије у БиХ је подељен на три компаније: Електропријенос Сарајево у оквиру Електропривреде Босне и Херцеговине, Електропријенос Бања Лука у оквиру Електропривреде Републике Српске и Електропријенос Мостар у оквиру Електропривреде Хрватске заједнице Херцег-Босне.
Усвајањем Закона о преносу, регулатору и оператору електроенергетског система у Босни и Херцеговини 2002. године и усвајањем Закона о оснивању компаније за пренос електричне енергије у Босни и Херцеговини 2004. године створени су услови за оснивање јединствене компаније за пренос електричне енергије на територији БиХ. Електропријенос БиХ је почео са радом почетком 2006. године.

## Организација
Електропријенос Босне и Херцеговине састоји се од следећих организационих јединица:
- Скупштина компаније, коју чине управни одбор, ревизорски одбор и директор одељења за интерну ревизију
- Управни одбор, који се састоји од дирекције за финансије, дирекције за планирање система и инжењеринг, дирекције за рад и одржавање система, дирекције за кадровске послове и дирекције за правне послове
- Дирекција за рад и одржавање, која се састоји од четири оперативне јединице

### Оперативне јединице
Електропријенос Босне и Херцеговине састоји се од четири оперативне јединице за рад, одржавање и проширење преносног система:
- Оперативно подручје Бања Лука, са седиштем у Бања Луци, укључујући две теренске јединице у Бања Луци и Бихаћу
- Оперативно подручје Мостар са седиштем у Мостару, укључујући две теренске јединице у Мостару и Требињу
- Оперативно подручје Сарајево са седиштем у Сарајеву, укључујући три теренске јединице у Сарајеву, Вишеграду и Зеници
- Оперативно подручје Тузла, са седиштем у Тузли, укључујући две теренске јединице у Тузли и Добоју

### Власништво
Електропријенос Босне и Херцеговине је у власништву ентитета:
- 58,90% Федерација Босне и Херцеговине
- 41,10% Република Српска